# Metajna
Metajna (italsky Barbato Inferiore) je vesnice a přímořské letovisko v Chorvatsku v Licko-senjské župě, spadající pod opčinu města Novalja. Nachází se na ostrově Pag, asi 11 km jihovýchodně od Novalje. V roce 2011 zde trvale žilo celkem 236 obyvatel.